# I Want You (film)
I Want You è un film del 1998 diretto da Michael Winterbottom.
La pellicola ha per protagonista Rachel Weisz.

## Trama
Appena uscito di prigione, Martin torna al suo paese nella provincia inglese alla ricerca della ex-fidanzata Helen, che nel frattempo si è fidanzata con un dj. Ma Martin non è l'unico ad essere innamorato di lei: infatti anche un ragazzino, Honda, cerca di conquistarla, anche se con molte difficoltà, vista la sua giovane età e il fatto che non parla da quando è morta la madre, anni prima.
Honda aveva l'abitudine di registrare file audio di situazioni che gli capitavano attorno, e proprio grazie a una di queste riesce a far lasciare Helen con il dj, mandando via radio, con l'aiuto della sua trasgressiva sorella, la registrazione della sera precedente dove lui tentava di spingere la ragazza ad avere un rapporto sessuale con lui.
Nonostante la separazione da questo ragazzo, Helen rimane distaccata e diffidente nei confronti di Martin, ma le cose iniziano a migliorare dopo che lui la salva da uno stupro: i due si riavvicinano, e si nota sempre più la possessività e l'aggressività di lui nei confronti della ragazza.
Intanto Martin trova un lavoro al porto, ma quando la sua terapista scopre che lui aveva avuto una notte di passione con Helen, gli dice che se ne deve andare dalla città; infatti lui non si può avvicinare ad Helen, perché era andato in prigione proprio per aver ucciso il padre della giovane, quando, dieci anni prima, l'uomo li aveva sorpresi in atteggiamenti intimi.
Ma lui va di nuovo da Helen: a casa sua si trovava anche Honda, con il quale la ragazza aveva stretto una grande amicizia; lì lui non riesce a frenarsi, violenta la ragazza, soffocandola, ma a salvare la situazione interviene Honda, che lo colpisce, facendolo cadere a terra... a questo punto la ragazza infierisce con ferocia, fino ad uccidere Martin.
L'epilogo è sorprendente: infatti si scopre che era stata Helen a uccidere il padre, e Martin era andato in prigione per proteggerla; Helen prende così il corpo di Martin e lo getta nel mare, come aveva fatto con quello del padre, e fugge via.